# Piedra de Calatorao

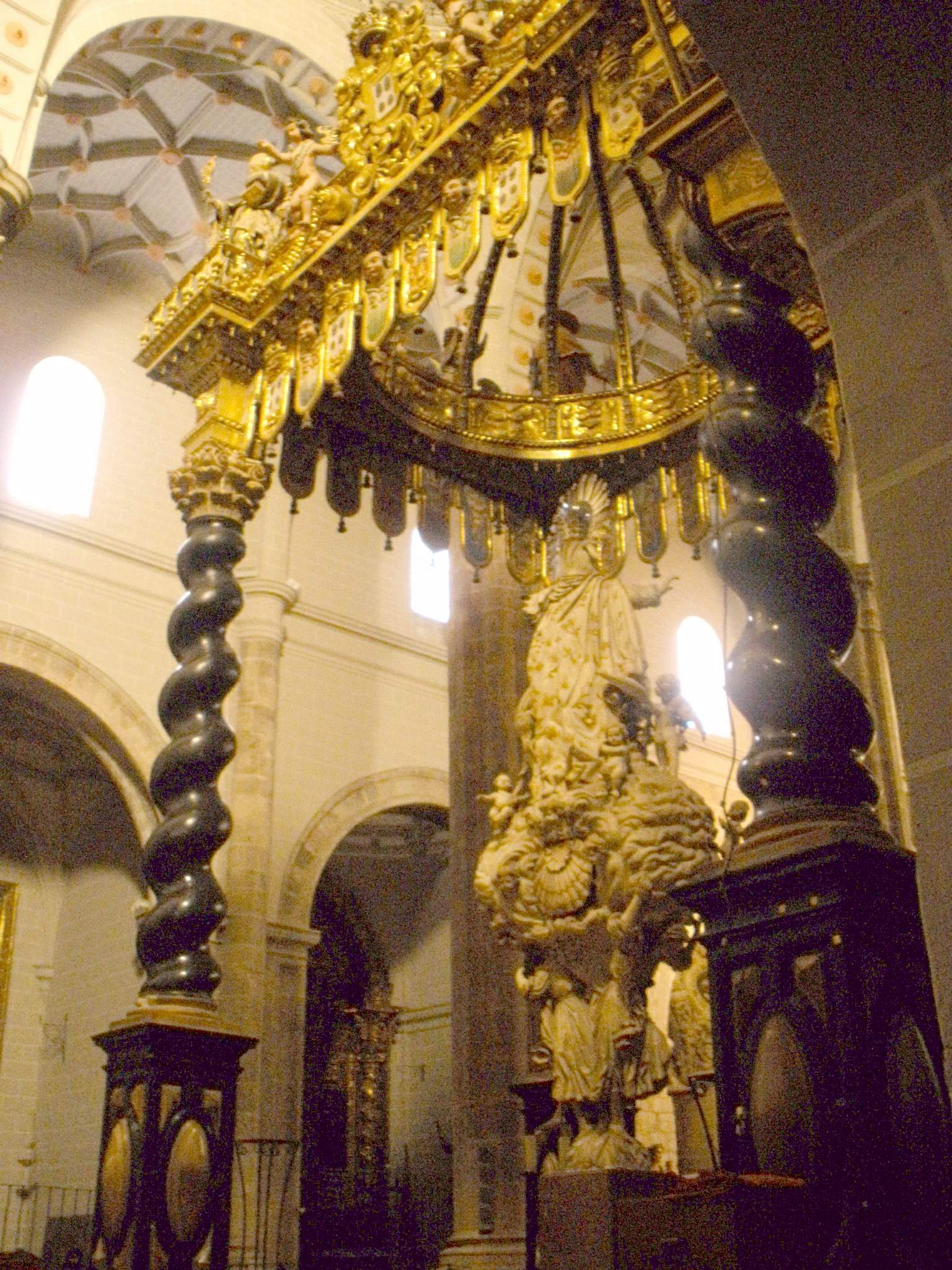
Baldaquino de la Colegiata de Daroca, realizado con la caliza negra de Calatorao.

Se denomina piedra de Calatorao o mármol negro de Calatorao al material extraído de las canteras situadas en la «Dehesa Boyal del Romeral», en el municipio de Calatorao (Aragón, España). Se hallan constituidas, exclusivamente, por calizas negras (no son auténticos mármoles, pues no han sufrido metamorfismo), que gracias al buen pulido que adquieren son muy apreciadas como roca ornamental. 
Proceden de la Formación Chelva, del Bajociense y Bathoniense (Jurásico Medio), de hace entre unos 170 a 166 millones de años. Se formaron en una plataforma continental poco profunda, con un ambiente fuertemente reductor muy rico en materia orgánica, lo que les confiere el característico color negro y el desprender fuerte y desagradable olor al golpearlas (por lo que a veces se les llaman «calizas fétidas»). Se disponen en estratos más o menos horizontales de no más de dos metros de potencia, lo que facilita su extracción.
Las primeras obras conocidas realizadas con piedra de Calatorao se remontan a la época musulmana, pero se cree que las canteras ya eran explotadas durante el Imperio Romano.
A partir del siglo XVI prolifera su utilización para elementos decorativos como el baldaquino de la Colegiata de Daroca o el basamento de la fachada de la Iglesia de San Bartolomé en el propio Calatorao. La caliza negra de Calatorao se empleó para revestir las esculturas monumentales que acompañan a la Cruz del Valle de los Caídos, así como la Piedad situada sobre la portada de la basílica bajo la cruz, todas ellas obra del escultor Juan de Ávalos.
En la plaza los Canteros del municipio se expone un panel que explica las particularidades de la piedra de Calatorao, su origen y sus características.
Las canteras están consideradas como un bien patrimonial del Ayuntamiento de la localidad. Desde 1925 está reglamentada la extracción de piedra mediante una concesión anual a cambio del pago de un canon, así como de una tasa que varía en función de la cantidad extraída.